# Marina Zujewa (zapaśniczka)
Marina Zujewa (ros. Марина Зуева; ur. 26 września 1996) – kazachska zapaśniczka walcząca w stylu wolnym. Brązowa medalistka mistrzostw Azji w 2020. Trzecia na mistrzostwach Azji juniorów w 2015 roku.